# Didžiosios Kabiškės
Didžiosios Kabiškės er en landsby i Litauen. Landsbyen har en befolkning på 757 indbyggere.

## Geografi
Landsbyen ligger 24 km mod nordøst på Vilnius, hovedstaden i Litauen.